# VfR Aalen
Der Verein für Rasenspiele 1921 e. V. Aalen (kurz VfR Aalen) ist ein Sportverein aus Aalen in Baden-Württemberg. Bekannt ist er für seine Fußballmannschaft, welche seit der Saison 2024/25 in der fünftklassigen Oberliga Baden-Württemberg antritt und zuvor unter anderem von 2012 bis 2015 in der 2. Bundesliga spielte. Der VfR Aalen hatte Stand 2021 rund 1.100 Mitglieder.

## Geschichte

### Vorgängervereine
Mit der Arminia wurde am 8. September 1907 der erste Fußballverein der Stadt Aalen gegründet, der aber bereits 1910 aufgrund zu geringer Mitgliederzahl wieder aufgelöst werden musste. Mit Unterstützung ehemaliger Arminen entstanden noch im selben Jahr parallel der 1. Fußballclub Aalen, sowie der Fußballclub Pfeil 1910. Letzterer nannte sich 1912 in Verein für Rasenspiele um und trat dem Verband Süddeutscher Fußball-Vereine bei. Der Verein für Rasenspiele trug seine Spiele auf dem Sportplatz Wacht am Rhein aus, die danebenliegende, gleichnamige Gaststätte diente als Vereinsheim.
Mit Ausbruch des Ersten Weltkrieges kam der Spielbetrieb des VfR vollständig zum Erliegen. Nach Kriegsende herrschte starker Mitgliedermangel, so dass sich die übrig gebliebenen Mitglieder der neugegründeten Fußballabteilung des Männerturnvereins Aalen anschlossen.

### Vereinsgründung und Erstklassigkeit in der Gauliga
Nach Streitigkeiten mit den Turnern und gescheiterten Ausgliederungsbestrebungen der Fußballer kam es schließlich am 8. März 1921 zur Gründungsversammlung eines vom MTV unabhängigen Fußballvereins mit einer Leichtathletikabteilung, der sich, wie der Vorkriegs-VfR, den Namen Verein für Rasenspiele gab.
Sein erstes Spiel nach der Gründung absolvierte der VfR Aalen bereits am 20. März 1921 gegen den FC 08 Unterkochen. Nach Gründung einer Schwimmabteilung und einer Gesangsabteilung im August 1921 hatte der Verein 318 Mitglieder. Spielstätte war ab November 1921 erneut die Wacht am Rhein, 1924 wurde auf einem im westlichen Stadtgebiet liegenden Acker eine zweite Spielstätte erbaut.
In der Saison 1924/25 erspielte sich der VfR Aalen den Aufstieg von der Kreis- in die Fußball-Bezirksklasse Württemberg und konnte sich dort bis zur Saison 1936/37 etablieren. Nach dem Abstieg in die Kreisklasse kehrte der VfR unter Trainer Karl Maier in der Saison 1937/38 wieder direkt in die Bezirksklasse zurück und schaffte in der darauffolgenden Saison den Aufstieg in die erstklassige Gauliga Württemberg.
Da der Fußballverband es ablehnte auf dem Sportplatz Wacht am Rhein die Heimspiele aus zutragen wurde für 70.000 Reichsmark die Schlageter-Kampfbahn im Rohrwang zu einer Stadionanlage ausgebaut. Mit dem ersten Heimspiel der Saison am 19. September 1939, rund drei Wochen nach Beginn des Zweiten Weltkriegs, gegen den VfB Stuttgart (Endstand 0:7) wurde das Stadion eingeweiht. Am Ende der Saison wurde der fünfte von elf Plätzen belegt, in der Folgesaison der siebte. Obwohl es mit fortschreitender Kriegsdauer immer schwieriger wurde einen ausreichend großen Kader zusammenzustellen, konnte ein erfolgreicher Fußball in der Gauliga gespielt werden. In der Saison 1944/45, die schließlich wegen der Kriegswirren abgebrochen wurde, belegte die Mannschaft bei Abbruch den zweiten Platz.

### Nachkriegsjahre und Bau des eigenen Stadions
Nach dem Ende des Krieges musste der VfR Aalen auf Veranlassung der US-amerikanischen Besatzungsmacht die Schlageter-Kampfbahn an den von den Nationalsozialisten enteigneten SSV Aalen, den früheren Arbeiterturnverein Jahn, zurückgeben. Im Kreis Aalen durfte ab September 1945 durch Einfluss des VfR-Funktionärs Martin Berth der Fußball-Spielbetrieb wieder stattfinden. Da die ehemalige Wacht am Rhein zu einer Kleingartenanlage umfunktioniert wurde, musste der VfR Aalen seine Partien notgedrungen auswärts austragen, ehe er sich mit dem SSV auf eine übergangsweise gemeinsame Nutzung dessen Spielfelds einigen konnte. Sportlich fasste der VfR schnell wieder Fuß, man spielte ab 1946 in der zweitklassigen Landesliga.
Im März 1947 stellte schließlich die Stadt Aalen dem VfR ein Grundstück im Stadtwald Rohrwang zur Verfügung, in dem anschließend bis Ende des Jahres Vermessungsarbeiten durchgeführt wurden. Anfang 1948 wurde mit den Bauarbeiten begonnen. Am 4. September 1949 schließlich wurde das Stadion im Rohrwang, welches noch heute als Heimspielstätte des VfR Aalen genutzt wird, mit einem Freundschaftsspiel gegen den Zonenligisten 1. FSV Mainz 05 (Endstand 3:5) eingeweiht.

### Erster (Halb-)Profifußball und Rückkehr in den Amateurfußball
Im Herbst 1950 wurde die Handballabteilung des Vereins wiedergegründet. Der Boxclub Aalen schloss sich dem VfR als Boxabteilung an, die fortan erfolgreiche Kämpfe führte und in Württemberg zeitweise konkurrenzlos war. 1969 wurde die Abteilung aufgelöst.
Nach einer Ligenreform, durch die eine zweite Vertragsspieler-Liga eingeführt wurde, spielte der VfR in der Saison 1950/51 in der drittklassigen Amateurliga. Als Nachfolger von Trainer Fritz Teufel wurde der damals 38-jährige Franz Seybold verpflichtet. Gleich in seiner ersten Saison wurde er mit dem VfR Aalen Meister der Amateurliga; in den Aufstiegsspielen wurde mit einem 5:0-Sieg gegen den ASV Feudenheim der Aufstieg in die II. Division und der damit verbundene Einzug in den bezahlten Fußball besiegelt. Allerdings war der Kader mit nur 13 Vertrags- und 7 Amateurspielern in der Breite zu schwach besetzt, auch der während der Saison als Trainer neu verpflichtete Harald Reinhardt konnte den Abstieg nicht mehr verhindern und verließ den VfR wie zahlreiche Spieler nach dem Saisonende wieder. Unter Nachfolger Theo Otto wurde in der folgenden Saison der zweite Platz der Amateurliga erreicht, der erneut zur Teilnahme an den Aufstiegsspielen berechtigte; in diesen scheiterte der VfR aber am FC Wacker München und dem Offenburger FV. In den folgenden Jahren etablierte sich der VfR Aalen trotz durchwachsener Leistungen in der Amateurliga, nach der Saison 1958/59 stieg er in die viertklassige 2. Amateurliga ab, konnte aber 1959/60 den sofortigen Wiederaufstieg feiern. In der neuen Saison erspielte sich die Mannschaft Platz 12. Im selben Jahr wurde der benachbarte SSV Aalen Meister der 2. Amateurliga und spielte daraufhin in derselben Liga wie der VfR. Die geplante Fusionierung des VfR Aalen und des SSV Aalen zu einem Großverein scheiterte im Juni 1959. Anfang 1961 eröffnete der VfR eine Geschäftsstelle im Nebenzimmer eines Gasthauses, neben dem heutigen Aalener Marktbrunnen.
In den folgenden Jahren wechselte der VfR Aalen wiederholt zwischen der 1. und 2. Amateurliga und stieg in der Saison 1967/68 in die A-Klasse Kocher/Rems ab. Dies stellte den Tiefpunkt in der Vereinsgeschichte dar.

### Goldene Siebziger
Trainer Manfred Günther übernahm die Mannschaft nach dem Abstieg. Der VfR belegte zwei Jahre in Folge den zweiten Platz und verpasste so jeweils nur knapp den Wiederaufstieg. 1970/71 spielte man mit insgesamt sieben Neuzugängen, die alle von Vereinen aus der Region zum VfR kamen; darunter auch Helmut Dietterle und Erwin Hadewicz. Mit ihnen wurde bereits fünf Spieltage vor Saisonende die Meisterschaft und damit der Wiederaufstieg in die 2. Amateurliga erreicht.
Nachdem der DFB das Verbot des Frauenfußballs im Oktober 1970 aufgehoben hatte, wurde beim VfR 1971 eine Frauenfußballmannschaft gegründet.
Unter den Trainern Norbert Wels und Hans Schiegl erreichte die Mannschaft in der folgenden Saison 1971/72 auch die Meisterschaft der 2. Amateurliga und damit den Durchmarsch von der Kreis- in die 1. Amateurliga. Mit 31 Toren wurde Erwin Hadewicz Torschützenkönig. Mit einem 3:5-Sieg gegen den FV Ravensburg gewann der VfR zudem erstmals in seiner Geschichte den WFV-Pokal. Zur neuen Spielzeit 1972/73 wurde Hans Arnold als Trainer verpflichtet und Franz Seybold kehrte als Spielleiter zum Verein zurück. Weil Seybold die Spielerpässe zweier Neuzugänge vom VfB Stuttgart vordatiert hatte, wurde der Verein mit einem Punktabzug von vier Punkten bestraft. Am Saisonende erreichte die Mannschaft den zweiten Tabellenplatz mit vier Punkten Rückstand zum Ersten SSV Ulm 1846, wobei der VfR aber das bessere Torverhältnis hatte. Erwin Hadewicz wurde mit 26 Toren erneut Torschützenkönig, verließ den VfR aber zur neuen Saison und wechselte zum deutschen Meister Bayern München. Trainer Hans Arnold und Spielleiter Franz Seybold verließen den VfR ebenfalls nach Saisonende.
Als neuer Trainer wurde 1973 Werner Bickelhaupt verpflichtet. Außerdem wurde die Mannschaft mit weiteren Neuzugängen verstärkt, unter ihnen Dieter Hoeneß und Karl-Heinz Schroff. Obwohl der Verein bis dahin in den ersten 12 Spielen der Saison unbesiegt war, wurde das Arbeitsverhältnis mit Werner Bickelhaupt im Oktober desselben Jahres wieder beendet. Sein Nachfolger wurde Hellmut Maier von der TSG Backnang, der den Verein am vorletzten Spieltag zur Meisterschaft führte. Aufgrund der Ligenreform, infolge derer die 2. Bundesliga anstelle der fünfgleisigen Regionalliga eingeführt wurde, durfte der VfR aber nicht in die 2. Bundesliga aufsteigen. Helmut Dietterle verließ den Verein und wechselte zum VfB Stuttgart, Karl-Heinz Schroff zu den Stuttgarter Kickers. Trotz der beiden Abgänge konnte die Mannschaft in der folgenden Saison 1974/75 erneut Meister werden, in der gesamten Saison erhielt man nur 21 Tore, davon 18 in der Hinrunde. In den nun stattfindenden Aufstiegsspielen scheiterte der VfR aber knapp, stattdessen stieg der SSV Reutlingen 05 auf. Am Saisonende verließ auch Stürmer Dieter Hoeneß den Verein.

### Inkonstanz und Finanzprobleme
Für die Saison 1976/77 wurde Klaus-Peter Jendrosch als Trainer und unter anderem mit Dieter Gust vom SSV Reutlingen 05 ein neuer Torhüter verpflichtet. Weil sich aber mehrere Schlüsselspieler verletzten, fiel der VfR auf Platz 14, was den Abstieg in die 2. Amateurliga bedeutete. In der folgenden Saison 1977/78 verpasste der VfR unter Trainer Karl Gauß mit dem vierten Platz den Wiederaufstieg. Damit fiel der Klub in die fünftklassige Landesliga zurück, dieses ergab sich aus der gleichzeitigen Einführung der Oberliga Baden-Württemberg als neuer bundeslandweiter dritthöchster Spielklasse.
Im Jahr 1978 schied außerdem Wilhelm Stuzmann, der seit 1926 insgesamt 52 Jahre lang in unterschiedlichen Funktionen im Vorstand des VfR tätig war, aus dem Präsidium aus und wurde zum Ehrenvorsitzenden ernannt. Sein Nachfolger als Vereinspräsident wurde Herbert Mäurer.
Für die Landesliga-Saison 1978/79 wurde Rudi Abele als Trainer verpflichtet, der den VfR zum Double, bestehend aus der bereits zwei Spieltage vor Saisonende erspielten Meisterschaft und dem zweiten WFV-Pokalsieg der Vereinsgeschichte, führte. Dadurch spielte der VfR in der Saison 1979/80 in der viertklassigen Verbandsliga Württemberg. Auch in der neuen Liga wurde die Mannschaft Meister und stieg in die Oberliga Baden-Württemberg auf. Somit schaffte der VfR bereits zum zweiten Mal in seiner Geschichte den direkten Durchmarsch von der fünften in die dritte Liga. In der Saison 1980/81 belegte die Mannschaft zur Winterpause einen Platz im Tabellenmittelfeld, brach aber in der Rückrunde kräftemäßig ein und stieg mit zwei Punkten Rückstand zum 15. Platz ab.
In der folgenden Spielzeit belegte der VfR unter dem neu verpflichteten Trainer Max Fischer den sechsten Tabellenplatz. Zur Saison 1982/83 kehrten Rudi Abele als Trainer sowie der ehemalige Kapitän Helmut Dietterle an den Rohrwang zurück. Die Mannschaft wurde Meister und stieg in die Oberliga auf, Joachim Zeller erzielte mit 36 Toren den größten Teil der insgesamt 92 Saisontreffer. In der Oberliga-Spielzeiten 1983/84 und 1984/85 wurde zwei Mal hintereinander ein zufriedenstellender sechster Platz erreicht. Nach der Saison verließ Trainer Rudi Abele erneut den Verein und wurde durch Manfred Römer ersetzt, welcher nach einem schlechten Start in die Saison 1985/86 mit drei Niederlagen bei 1:9 Toren wieder entlassen wurde.
Für ihn kehrte Erwin Hadewicz zum VfR zurück, der daraufhin als Spielertrainer fungierte. Er führte den VfR ebenfalls auf Platz 6 und nach einem 7:6-Sieg nach Elfmeterschießen im Finale gegen die TSG Giengen zum dritten Gewinn des WFV-Pokals der Vereinsgeschichte. Nach dieser Saison beendeten einige Leistungsträger ihre Karriere. Auch namhafte Neuzugänge wie Rudi Lorch und Dietmar Hohn konnten diesen Verlust nicht kompensieren, und so stieg der VfR erneut in die Verbandsliga ab, was die finanziellen Probleme des Vereins verschärfte. Die Mannschaft blieb aber größtenteils zusammen und erspielte sich den zweiten Tabellenplatz der Verbandsliga, der zur Teilnahme an den Aufstiegsspielen berechtigte. Diese wurden gegen den TSV Wiesental knapp gewonnen.
Nach langen Verhandlungen einigte sich die Stadt Aalen mit dem VfR Aalen auf einen Kauf des Stadions und der Stadionhalle um 550.000 DM. Die verbliebenen Verbindlichkeiten betrugen dennoch über 250.000 DM.
Trainer Erwin Hadewicz hatte den Verein nach dem Aufstieg verlassen; sein Nachfolger zur Saison 1988/89 wurde Rudi Kern, der aber bereits im November 1988 durch den bisherigen Co-Trainer und früheren VfR-Stürmer Werner Müller ersetzt wurde. Er verhinderte den erneuten Abstieg und führte die Mannschaft auf den zehnten Platz. Für die neue Saison 1989/90 wurde Günther Huber als Trainer verpflichtet. Die Mannschaft erreichte aber nur den 17. Platz und stieg erneut in die Verbandsliga ab. Zur neuen Saison übernahm wiederum Werner Müller für ein Jahr die Trainingsleitung und führte die Mannschaft auf den siebten Platz.
Aus Unmut über die nach wie vor verheerende Finanzlage und den Schuldenstand des Vereins, dessen Abbau durch eine Hochzinsphase und eine Änderung der Vereinsbesteuerung erschwert wurde, wurde Vereinspräsident Herbert Mäurer 1991 abgewählt, und die Hockeyabteilung trat aus dem Verein aus. Zum neuen Präsidenten wurde Rolf Stützel gewählt.
Unter dem neuen Trainer, dem ehemaligen VfR-Kapitän Helmut Dietterle, erreichte die Fußballmannschaft in der Saison 1991/92 den achten Tabellenplatz und 1992/93 den zur Teilnahme an den Aufstiegsspielen berechtigenden zweiten Tabellenplatz. In den Aufstiegsspielen setzte man sich gegen den FC Rastatt 04 knapp durch.

### Etablierung in der Oberliga und Aufstieg
In der Oberliga-Saison 1993/94 erreichte die Mannschaft den elften Platz. Durch die Einführung der Regionalliga wurde die Oberliga viertklassig, der VfR erreichte in der Oberliga-Saison 1994/95 den zehnten Platz.
Unter maßgeblicher Beteiligung von Aalens Oberbürgermeister Ulrich Pfeifle wurde 1994 ein Verwaltungsbeirat gegründet, um den Geldproblemen des Vereins entgegenzuwirken.
Zur neuen Saison 1995/96 wurde in Deutschland die Drei-Punkte-Regel eingeführt. Dem VfR schloss sich zu Beginn der Saison unter anderem Branko Okić an, der bereits für den FK Sarajevo gespielt hatte und schnell zu einem Schlüsselspieler der Mannschaft wurde. Am Ende der Spielzeit konnte mit 42:28 Toren der vierte Tabellenplatz errungen werden, in der Saison 1996/97 der siebte. Mit weiteren Neuzugängen, unter anderem Michael Schiele, und unter dem neuen Trainer Walter Modick erspielte sich die Mannschaft 1997/98 den sechsten Tabellenplatz. Zu Saisonbeginn 1998/99 wurde die Mannschaft mit Neuzugängen wie dem kongolesischen Nationalspieler Francis Makaya verstärkt und lieferte sich mit dem SV Sandhausen ein Fernduell um die Meisterschaft. Ein Tor von Slobodan Pajic zum 2:3-Endstand am letzten Spieltag auswärts gegen den 1. FC Pforzheim besiegelte die Meisterschaft der Oberliga mit 51:26 Toren und nur einem Punkt Vorsprung auf Verfolger Sandhausen.

### Zielsetzung 2. Bundesliga
Wegen interner Spannungen zwischen Aufstiegstrainer Walter Modick und Manager Helmut Dietterle wurde Modick im März 2000 entlassen und Dietterle übernahm interimsweise erneut die Trainingsleitung. Er erreichte mit dem zehnten Tabellenplatz den knappen Verbleib in der Regionalliga, die durch eine nochmalige Ligenreform von vier auf zwei Staffeln reduziert wurde. Zur neuen Saison 2000/01 konnte die Mannschaft neben dem neuen Trainer Willi Entenmann mit unter anderem Michael Butrej (vom SC Austria Lustenau), Dennis Hillebrand (von TSF Ditzingen), Laszlo Kanyuk (vom SC Freiburg), Frank Laviani (vom FSV Frankfurt) weitere Neuzugänge vorweisen. Am Ende der Spielzeit stand der siebte Platz zu Buche.
Für die Saison 2001/02 gab der Verein mit dem Slogan „Wir wollen mehr“ das Ziel des Aufstiegs in die 2. Bundesliga vor. Willi Entenmann wurde entlassen, Helmut Dietterle übernahm erneut die Trainingsleitung und führte die Mannschaft mit drei Punkten Rückstand zu den Aufstiegsrängen auf den vierten Tabellenplatz. Außerdem gewann der VfR in der Saison zum fünften Mal den WFV-Pokal. In der folgenden Spielzeit konnte die Zielsetzung ebenfalls nicht erreicht werden; Trainer Dietterle trat im Januar 2003 zurück, woraufhin sein Co-Trainer Peter Zeidler die Mannschaft übernahm. 2003/04 scheiterte man mit zwei Punkten Rückstand zum dritten Platz, der wegen der Meisterschaft der Amateure des FC Bayern München zum Aufstieg berechtigte. Im Finale gegen den FSV 08 Bissingen gelang mit einem 8:0-Erfolg der sechste Gewinn des WFV-Pokals.
2004/05 fehlte die Konstanz, was einen erneuten Trainerwechsel zur Folge hatte; als Nachfolger von Peter Zeidler wurde der ehemalige VfR-Spieler Slobodan Pajic verpflichtet. Die Mannschaft fiel auf den zwölften Platz. Zur Saison 2005/06 wurde Pajic durch ein Gespann von Frank Wormuth als Cheftrainer und Rainer Kraft als Co-Trainer ersetzt, das die Mannschaft auf Platz sechs führte. Als das Ziel des Aufstiegs in der Spielzeit 2006/07 erneut in die Ferne geriet, wurde Frank Wormuth im Januar 2007 durch den ehemaligen Bundesligaspieler Edgar Schmitt ersetzt, der beim VfR seine erste Station als Trainer hatte. Er formte einen neuen Teamgeist innerhalb der Mannschaft und wurde bei den Fans schnell beliebt, am Saisonende belegte man den sechsten Platz. In der folgenden Saison 2007/08 fand sich der VfR fast die gesamte Spielzeit über auf den Aufstiegsrängen der Tabelle. Erst im Saisonschlussspurt wurde der sicher geglaubte Aufstieg in die zweite Liga verspielt und Platz vier erreicht, womit man für die neu eingeführte 3. Liga qualifiziert war.
Die Auswirkungen der Vereinsvorgabe des Aufstiegs in die 2. Bundesliga nahmen in der folgenden Saison 2008/09 ihren Höhepunkt. Durch die beiden Hauptsponsoren, der Imtech Deutschland und der Scholz AG, trat man mit einem der höchsten Etats der Liga an. Nach einem Sieg, zwei Unentschieden und einer Niederlage wurde Trainer Edgar Schmitt bereits nach vier Spieltagen entlassen und durch Jürgen Kohler ersetzt, der nach 80 Tagen mit einer Bilanz von zwei Siegen, zwei Niederlagen und sieben Unentschieden aus gesundheitlichen Gründen wieder zurücktrat, in der Funktion des Sportdirektors aber weiter für den Verein arbeitete. Nach einem Spiel unter der interimsweisen Leitung von Co-Trainer Kosta Runjaic wurde Petrik Sander als neuer Trainer verpflichtet, der Runjaic als Co-Trainer behielt. In der Winterpause wurde unter Federführung von Sportdirektor Kohler und Trainer Sander der Kader mit neun Abgängen und sechs Neuzugängen umgestaltet. Doch auch dies half dem Verein zur Verwirklichung des Aufstiegs nicht weiter; das zusammengewürfelte Team fand nie zu sich selbst. Nach einer sportlichen Talfahrt in der Rückrunde und nach zwei Niederlagen gegen direkte Konkurrenten stand man vier Spieltage vor Saisonende auf einem Abstiegsplatz. Jürgen Kohler und Petrik Sander traten daraufhin gemeinsam zurück, als Nachfolger beider wurde Rainer Scharinger von der U-23 der TSG 1899 Hoffenheim verpflichtet. Unter ihm konnte die Mannschaft gegen die Stuttgarter Kickers mit einem 4:1-Erfolg den erst zweiten Auswärtssieg der Saison einfahren, erkämpfte sich gegen den SC Paderborn ein 3:3-Unentschieden und verlor zwei Mal jeweils knapp mit 1:2 gegen Aufsteiger Fortuna Düsseldorf und am letzten Spieltag gegen die SpVgg Unterhaching. Diese Ergebnisse reichten jedoch nicht für den Klassenerhalt. Der VfR Aalen stieg mit einem Punkt Rückstand auf den rettenden 18. Platz als Tabellenneunzehnter ab.

### Neuanfang und Wiederaufstieg in die 3. Liga
Durch den Abstieg in die nun viertklassige Regionalliga Süd wurden alle Spielerverträge mit Ausnahme des Kontraktes von Mario Hohn ungültig, da sie alle nur für die dritte und zweite Liga Gültigkeit besaßen; außerdem beendete Publikumsliebling Branko Okić seine Spielerkarriere und wurde Co-Trainer der in der Verbandsliga antretenden zweiten Mannschaft des VfR. So musste Trainer Rainer Scharinger in der Sommerpause 2009 einen Neuanfang planen, hierfür übernahm er mit Mario Hohn, Andreas Hofmann und ab Januar 2010 auch Robert Lechleiter nur drei Spieler aus dem alten Kader. Er verpflichtete überwiegend unbekannte junge Spieler aus unteren Ligen, von denen er einen Großteil auch schon in Hoffenheim, seiner vorherigen Trainerstation, trainiert hatte; das neue Team hatte einen Altersdurchschnitt von rund 23 Jahren. Aytaç Sulu wurde zum Kapitän und Abwehrchef der neuen Mannschaft und Daniel Bernhardt zum neuen Stammtorhüter. Die Mannschaft startete gut in die neue Saison und konnte sich an der Tabellenspitze etablieren. Bereits vier Spieltage vor Saisonende wurde mit einem 2:0-Heimsieg gegen den KSV Hessen Kassel die Meisterschaft und der damit verbundene direkte Wiederaufstieg zurück in die 3. Liga besiegelt. Am Saisonende betrug der Abstand auf den Tabellenzweiten, den 1. FC Nürnberg II, elf Punkte; die Hauptverantwortung für die Meisterschaft trug die Defensivabteilung, die in der gesamten Saison nur 19 Gegentore zuließ. Außerdem wurde am 26. Mai 2010 im Finale des WFV-Pokals der FV Illertissen mit 4:1 besiegt, was den insgesamt siebten Pokalgewinn der Vereinsgeschichte bedeutete. Die Mannschaft war damit für die erste Hauptrunde im DFB-Pokal 2010/11 qualifiziert, wo sie gegen den späteren Pokalsieger FC Schalke 04 knapp mit 1:2 unterlag.
In der Saison 2010/11 spielte der VfR wieder in der 3. Liga. Als Saisonziel wurde „Platz 17“ ausgegeben, da dieser zum Klassenerhalt berechtigte. Es wurden 15 Neuzugänge, die meisten davon aus unteren Ligen, verpflichtet. Der Großteil der Neuzugänge stellte aber nicht die gewünschte Verstärkung dar; nach einer zwischenzeitlichen Hochphase stand die Mannschaft in der Winterpause nach zuletzt vier Niederlagen in Folge mit einem Punkt Vorsprung auf die Abstiegsränge auf dem 16. Tabellenplatz. Daraufhin wurde Rainer Scharinger am 27. Dezember 2010 freigestellt; sein Nachfolger wurde Ralph Hasenhüttl, der mit Michael Schiele einen ehemaligen VfR-Spieler zum Co-Trainer ernannte. Von den Neuzugängen zu Saisonbeginn verließen sieben den Verein bereits im Winter wieder, dafür wurde unter anderem mit Anton Fink ein Stürmer ausgeliehen, der unter Hasenhüttl, bei dessen vorheriger Trainerstation SpVgg Unterhaching, bereits Torschützenkönig der 3. Liga geworden war. Dennoch wurde der Klassenerhalt erst am vorletzten Spieltag erreicht, sodass man nach Saisonende ebenfalls den 16. Tabellenplatz belegte.

### Aufstieg in die 2. Bundesliga

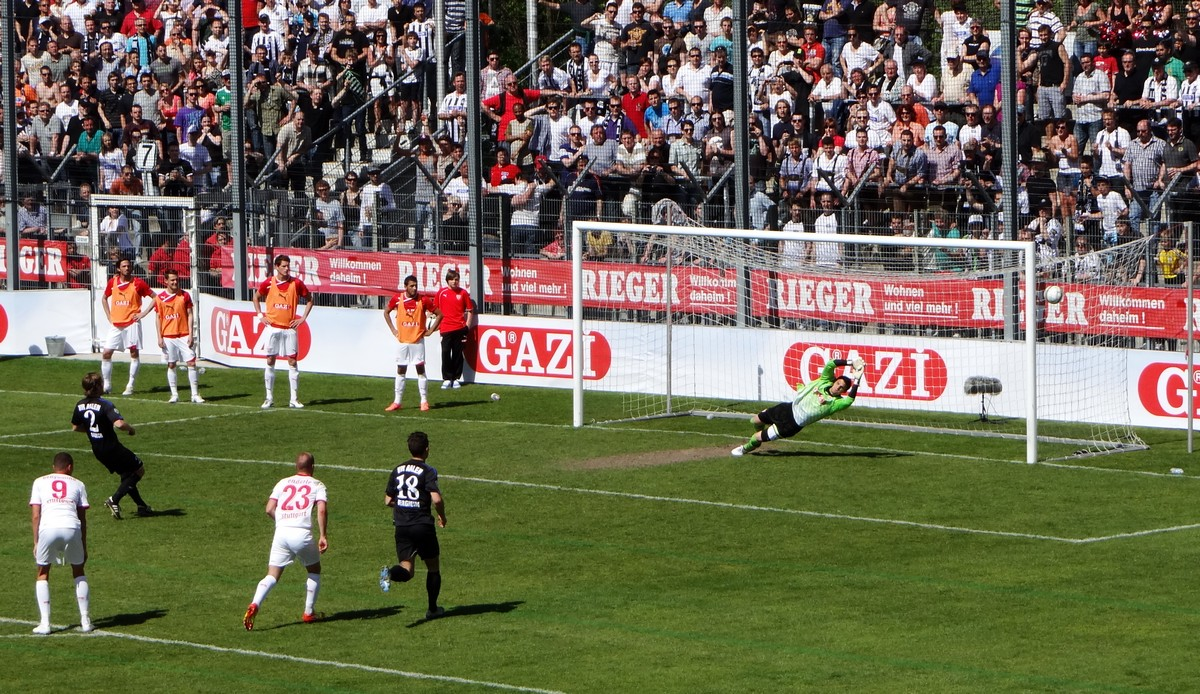
Martin Dausch schießt den VfR Aalen per Elfmeter in die 2. Bundesliga

Zur neuen Saison 2011/12 wurde vom Vereinsvorstand erneut die 2. Bundesliga als mittelfristiges Ziel genannt, als Ziel für die kommende Saison wurde „Platz vier oder fünf“ vorgegeben. Die Mannschaft wurde erneut umgebaut und der Kader insgesamt verkleinert; neben Kapitän Aytaç Sulu verließen 13 weitere Spieler den Verein, dafür kamen acht Neuzugänge sowie drei Jugendspieler neu zur Mannschaft. Von der Mannschaft, die in der Saison 2009/10 das Double aus Meisterschaft und Pokalsieg erreicht hatte, standen somit zwei Jahre später nur noch sechs Spieler im Kader. Außerdem wurde der Posten des Sportdirektors, den sich bis dahin Trainer Ralph Hasenhüttl und der geschäftsführende Vizepräsident Guido Walter geteilt hatten, im August 2011 mit Markus Schupp, den der VfR in den Jahren zuvor mehrmals als Trainer zu verpflichten versucht hatte, besetzt. Zum neuen Mannschaftskapitän ernannte Trainer Hasenhüttl den bisherigen Vizekapitän Benjamin Barg; da dieser allerdings zu Beginn der Saison seinen Stammplatz verletzungsbedingt verlor, wurde Neuzugang Leandro Grech der neue Kapitän. Nach einem mäßigen Saisonstart, als man nach elf Spielen mit 13 Punkten den 14. Tabellenplatz belegte, standen die Aalener nach Ende der Hinrunde mit nur einem Punkt Rückstand auf den Relegationsplatz in einer äußerst ausgeglichenen Liga auf dem achten Tabellenplatz. Nach einer die Winterpause übergreifenden Phase von nur einer Niederlage in 16 Spielen sowie acht Siegen in Folge, war der VfR nach dreißig absolvierten Partien Tabellenführer der 3. Liga. Am vorletzten Spieltag der Saison 2011/12 machte der VfR Aalen durch ein 2:2-Unentschieden gegen den VfB Stuttgart II den Aufstieg perfekt; nach Saisonende belegte die Mannschaft mit 64 Punkten und 50:42 Toren den zweiten Tabellenplatz.
In die erste Spielzeit in der 2. Bundesliga startete die Mannschaft unter erschwerten Bedingungen: während der Saisonvorbereitung erkrankte Trainer Hasenhüttl und fiel drei Wochen lang aus. Für den Spieler Kevin Kampl, der erst im Sommer vom VfL Osnabrück verpflichtet worden war und in den ersten drei Ligaspielen durch starke Leistungen auf sich aufmerksam machte, zog zudem der österreichische Meister FC Red Bull Salzburg am 31. August 2012, dem letzten Tag der Transferperiode, die Ausstiegsklausel in Höhe von rund drei Millionen Euro und verpflichtete ihn. Dennoch startete die Mannschaft überraschend gut in die Saison und belegte nach Ende der Hinrunde den fünften Platz. Am Ende der Saison gelang mit Platz 9 und 46 Punkten ein Achtungserfolg.
Trotz des sportlich nie gefährdeten Klassenerhalts geriet die Lizenz für die folgende Spielzeit in Gefahr, als der langjährige Hauptsponsor Imtech überraschend aus dem Verein ausstieg und den VfR dadurch vor erhebliche finanzielle Probleme stellte. Auch aufgrund von Verbindlichkeiten, die unter dem Aufsichtsratsvorsitzenden und Imtech-Direktor Johannes Moser aufgenommen wurden (der daraufhin bei der ersten Mitgliederversammlung seit fünf Jahren im Oktober 2013 nicht mehr zur Wahl antrat, aber auch nicht entlastet wurde), forderte die DFL Bürgschaften in Höhe von 6,155 Millionen Euro, die nach erfolgloser Sponsorensuche letztendlich VfR-Präsident Berndt-Ulrich Scholz übernahm.
Für die neue Saison 2013/14 wurde ein strikter Sparkurs ausgegeben, weswegen sowohl der Gesamtetat als auch der Lizenzspieleretat reduziert wurden. Mit Martin Dausch, Tim Kister, Thorsten Schulz und Marco Haller verließen zuvor wichtige Spieler den Verein; zwar gelang es, den kanadischen Nationalspieler André Hainault zu verpflichten sowie den finnischen Nationalspieler Joel Pohjanpalo auszuleihen, dennoch war der Kader kleiner als im Vorjahr. Trainer Ralph Hasenhüttl trat zurück und bat um eine Auflösung seines laufenden Vertrages. Zu seinem Nachfolger wurde Stefan Ruthenbeck, der bisher das Nachwuchsleistungszentrum sowie die zweite Mannschaft des VfR geleitet hatte, selbst aber nie im Profifußball gearbeitet hatte. Sportdirektor Markus Schupp wurde im Dezember 2013 entlassen, seine Aufgaben übernahm Geschäftsführer Ferdinand Meidert. Die Mannschaft hielt in einer relativ ausgeglichenen Liga erneut gut mit und konnte mit Spielen wie dem 4:0-Heimsieg gegen den als Aufstiegskandidat gehandelten 1. FC Kaiserslautern (unmittelbar nach einer 1:5-Auswärtsniederlage gegen den späteren Absteiger Energie Cottbus) zudem einige Ausrufezeichen setzen. Am Ende der Saison belegten die Aalener den 11. Tabellenplatz und erzielten mit 44 Punkten nur zwei weniger als im Vorjahr.
In seiner dritten Saison in der 2. Bundesliga wurden dem VfR aufgrund eines Verstoßes gegen wirtschaftliche Lizenzierungsauflagen mit Beschluss vom 24. März 2015 zwei Punkte abgezogen. Die vom VfR Aalen eingereichte Beschwerde wurde durch den DFL-Vorstand abgelehnt, wonach der VfR Aalen das Ständige Schiedsgericht anrief, das die Klage auch abwies. Bereits vor dem letzten Saisonspiel beim 1. FC Nürnberg stand der VfR als Absteiger fest.

### Neuanfang in der 3. Liga und zweimalige Insolvenz
Der VfR musste nicht nur den Abgang seines Trainers Stefan Ruthenbeck und fast seines gesamten Kaders hinnehmen (nur 9 Spieler folgten dem VfR in die 3. Liga), zusätzlich beeinträchtigten auch größere finanzielle Probleme die Kadergestaltung und Saisonvorbereitung. Präsident Bernd-Ulrich Scholz kündigte letztlich an, den VfR schuldenfrei zu stellen und somit die Saison 2015/16 zu ermöglichen. Als neuer Trainer wurde Peter Vollmann verpflichtet, der zwar Qualität dank mehrerer erfahrener Spieler holte, aber nicht in die Quantität gehen konnte, so dass der VfR vor einer Saison stand, in der Spielerausfälle schwer zu kompensieren waren. In der 1. Runde des DFB-Pokals verlor der VfR kurios das Elfmeterschießen gegen den 1. FC Nürnberg: Daniel Bernhardt hielt drei Strafstöße des Clubs, der VfR aber verschoss drei eigene Elfmeter und schied aus. Zum Abschluss der Saison 2015/16 belegte der VfR Aalen mit 44 Punkten – einem Punkt Vorsprung auf die Abstiegszone – den 15. Tabellenplatz. Präsident Scholz legte sein Amt zum Saisonende nieder.
In der Saison 2016/17 hatten die Schwarz-Weißen mit zahlreichen Abgängen starker Spieler (u. a. Dominick Drexler, Sebastian Neumann) zu kämpfen und versuchte wieder durch die Förderung junger Spieler den Klassenerhalt zu schaffen. Wider Erwarten hatte der VfR zur Winterpause erst drei Niederlagen und stand im Verfolgerfeld der Tabellenspitze.
Ausgelöst durch eine Zahlungsnachforderung seitens des Finanzamts infolge einer Buchprüfung der Jahre 2008 bis 2012 stellte der VfR am 14. Februar 2017 einen Insolvenzantrag mittels Planinsolvenz (Eröffnung durch das Amtsgericht Aalen am 1. April 2017; Abschluss durch die Gläubigerversammlung am 5. Mai 2017 – dadurch war der Verein schuldenfrei). Der DFB verhängte daraufhin einen 9-Punkte-Abzug, gegen den der Verein sich durch mehrere Verbandsinstanzen hindurch versuchte zu wehren, letztlich jedoch erfolglos. Die Spieler ließen sich davon nicht beeindrucken und spielten eine herausragende Rückrunde, in der die drohende Abstiegsgefahr durch den Punktabzug schnell vergessen gemacht wurde, und der VfR erreichte am Saisonende den 11. Platz. Ohne den Punktabzug wäre es sogar der 5. Platz gewesen.
Nach neun Spielzeiten im Profifußball stand bereits am 35. Spieltag der Drittligasaison 2018/19 der Regionalligaabstieg fest. Seit 2021 besteht im Jugendbereich eine Kooperation mit dem VfB Stuttgart.
Im Oktober 2022 stellte der VfR Aalen erneut einen Insolvenzantrag beim Amtsgericht.

### Abstieg von der Regionalliga Südwest in die Oberliga Baden-Württemberg
Durch den Abstieg des Drittligisten SC Freiburg II steigen vier statt zuvor drei Mannschaften aus der Regionalliga Südwest ab. In der Saison 2023/24 folgte der Abstieg in die Oberliga Baden-Württemberg.

### Pokalsieg in der Abstiegssaison
Trotz des Abstiegs in die Oberliga Baden-Württemberg 2024 konnte man den württembergischen Pokal nach Aalen holen. Beim Finaltag der Amateure schlug man die SG Sonnenhof Großaspach (Oberliga BW) im Finale mit 4:1.

## Erfolge

### Meisterschaften und Pokalsiege
- Gewinn des WFV-Pokals: 1972, 1979, 1986, 2001, 2002, 2004, 2010, 2024
- Meister der Amateurliga: 1951 (Württemberg), 1974, 1975 (jeweils Nordwürttemberg)
- Meister der Oberliga Baden-Württemberg: 1999
- Meister der Regionalliga Süd: 2010

### Teilnahmen
- erstklassige Gauliga Württemberg: 1939–1945
- 2. Oberliga Süd: 1951/52
- Aufstiegsspiele zur 2. Liga: 1951, 1953, 1975
- Teilnahme an der deutschen Amateurmeisterschaft: 1974
- 2. Bundesliga: 2012/13, 2013/14, 2014/15

## Ligenverlauf
Legende
|  | Aufstieg |
|  | Abstieg  |

### Während der Zeit der Gauliga (1933–1945)
| Saison  | Niv. | Liga                                    | Platz | Tore  | Punkte |
| ------- | ---- | --------------------------------------- | ----- | ----- | ------ |
| 1933/34 | 2    | Bezirksklasse Württemberg Staffel Ost   | 8.    | 52:72 | 20-24  |
| 1934/35 | 2    | Bezirksklasse Württemberg Abteilung Alb | 3.    | 42:34 | 22-14  |
| 1935/36 | 2    | Bezirksklasse Württemberg Abteilung Alb | 3.    | 48:41 | 21-15  |
| 1936/37 | 2    | Bezirksklasse Württemberg Abteilung Alb | 9.    | 34:46 | 14-22  |
| 1937/38 | 3    | Kreisklasse                             | 1.    |       |        |
| 1938/39 | 2    | Bezirksklasse Württemberg Abteilung Alb | 1.    | 53:20 | 29-07  |
| 1939/40 | 1    | Gauliga Württemberg Staffel II          | 5.    | 15:33 | 06-14  |
| 1940/41 | 1    | Gauliga Württemberg                     | 7.    | 62:59 | 22-22  |
| 1941/42 | 1    | Gauliga Württemberg                     | 5.    | 29:30 | 16-20  |
| 1942/43 | 1    | Gauliga Württemberg                     | 8.    | 24:49 | 11-25  |
| 1943/44 | 1    | Gauliga Württemberg                     | 6.    | 35:41 | 16-20  |
| 1944/45 | 1    | Gauliga Württemberg                     | – (a) | 38:16 | 11-03  |

### Seit 1950
| Saison  | Liganiveau | Liga                         | Platz | Tore    | Punkte |
| 1950/51 | 3          | 1. Amateurliga Württemberg   | 1.    | 96:51   | 49:19  |
| 1951/52 | 2          | 2. Division Süd              | 18.   | 35:98   | 14:54  |
| 1952/53 | 3          | 1. Amateurliga Württemberg   | 2.    | 85:40   | 38-22  |
| 1953/54 | 3          | 1. Amateurliga Württemberg   | 5.    | 58:45   | 34-26  |
| 1954/55 | 3          | 1. Amateurliga Württemberg   | 6.    | 47:42   | 33-31  |
| 1955/56 | 3          | 1. Amateurliga Württemberg   | 6.    | 41:48   | 31-29  |
| 1956/57 | 3          | 1. Amateurliga Württemberg   | 12.   | 42:63   | 26-34  |
| 1957/58 | 3          | 1. Amateurliga Württemberg   | 11.   | 45:43   | 33-35  |
| 1958/59 | 3          | 1. Amateurliga Württemberg   | 17.   | 37:66   | 19-45  |
| 1959/60 | 4          | 2. Amateurliga Württemberg 3 | 1.    |         | 47-09  |
| 1960/61 | 3          | 1. Amateurliga Württemberg   | 12.   | 45:46   | 30-34  |
| 1961/62 | 3          | 1. Amateurliga Württemberg   | 15.   | 33:71   | 15-45  |
| 1962/63 | 4          | 2. Amateurliga Württemberg 3 | 1.    |         | 39-21  |
| 1963/64 | 3          | 1. Amateurliga Württemberg   | 14.   | 38:71   | 28-36  |
| 1964/65 | 4          | 2. Amateurliga Württemberg 3 | 5.    | 54:36   | 34-26  |
| 1965/66 | 4          | 2. Amateurliga Württemberg 3 | 3.    | 77:52   | 44-32  |
| 1966/67 | 4          | 2. Amateurliga Württemberg 3 | 11.   | 61:69   | 32-40  |
| 1967/68 | 4          | 2. Amateurliga Württemberg 3 | 14.   | 34:54   | 23-37  |
| 1968/69 | 5          | A-Klasse Kocher-Rems         | 2.    |         |        |
| 1969/70 | 5          | A-Klasse Kocher-Rems         | 2.    |         |        |
| 1970/71 | 5          | A-Klasse Kocher-Rems         | 1.    |         |        |
| 1971/72 | 4          | 2. Amateurliga Württemberg 3 | 1.    | 84:24   | 51-09  |
| 1972/73 | 3          | Amateurliga Nordwürttemberg  | 2.    | 61:29   | 41-19  |
| 1973/74 | 3          | Amateurliga Nordwürttemberg  | 1.    | 102:350 | 50-14  |
| 1974/75 | 3          | Amateurliga Nordwürttemberg  | 1.    | 63:21   | 48-12  |
| 1975/76 | 3          | Amateurliga Nordwürttemberg  | 3.    | 50:42   | 38-26  |
| 1976/77 | 3          | Amateurliga Nordwürttemberg  | 14.   | 34:55   | 24-36  |
| 1977/78 | 4          | 2. Amateurliga Württemberg 3 | 4.    | 71:51   | 38-22  |
| 1978/79 | 5          | Landesliga Württemberg 2     | 1.    |         |        |
| 1979/80 | 4          | Verbandsliga Württemberg     | 1.    | 79:38   | 51-25  |
| 1980/81 | 3          | Oberliga Baden-Württemberg   | 16.   | 50:64   | 28-40  |
| 1981/82 | 4          | Verbandsliga Württemberg     | 6.    | 68:46   | 43-29  |
| 1982/83 | 4          | Verbandsliga Württemberg     | 1.    | 92:37   | 54-18  |
| 1983/84 | 3          | Oberliga Baden-Württemberg   | 6.    | 64:55   | 38-30  |
| 1984/85 | 3          | Oberliga Baden-Württemberg   | 6.    | 50:39   | 39-29  |
| 1985/86 | 3          | Oberliga Baden-Württemberg   | 6.    | 49:50   | 40-32  |
| 1986/87 | 3          | Oberliga Baden-Württemberg   | 16.   | 35:48   | 29-39  |
| 1987/88 | 4          | Verbandsliga Württemberg     | 2.    | 83:53   | 48-24  |
| 1988/89 | 3          | Oberliga Baden-Württemberg   | 10.   | 52:55   | 34-34  |
| 1989/90 | 3          | Oberliga Baden-Württemberg   | 17.   | 33:86   | 19-49  |
| 1990/91 | 4          | Verbandsliga Württemberg     | 7.    | 56:43   | 36-32  |
| 1991/92 | 4          | Verbandsliga Württemberg     | 8.    | 45:40   | 34-34  |
| 1992/93 | 4          | Verbandsliga Württemberg     | 2.    | 50:25   | 44-24  |
| 1993/94 | 3          | Oberliga Baden-Württemberg   | 11.   | 31:44   | 30-38  |
| 1994/95 | 4          | Oberliga Baden-Württemberg   | 10.   | 46:34   | 31-33  |
| 1995/96 | 4          | Oberliga Baden-Württemberg   | 4.    | 42:28   | 52     |
| 1996/97 | 4          | Oberliga Baden-Württemberg   | 7.    | 53:43   | 40     |
| 1997/98 | 4          | Oberliga Baden-Württemberg   | 6.    | 42:31   | 45     |
| 1998/99 | 4          | Oberliga Baden-Württemberg   | 1.    | 51:26   | 60     |
| 1999/00 | 3          | Regionalliga Süd             | 10.   | 51:54   | 46     |
| 2000/01 | 3          | Regionalliga Süd             | 7.    | 45:37   | 49     |
| 2001/02 | 3          | Regionalliga Süd             | 4.    | 67:60   | 56     |
| 2002/03 | 3          | Regionalliga Süd             | 10.   | 48:55   | 47     |
| 2003/04 | 3          | Regionalliga Süd             | 6.    | 61:63   | 51     |
| 2004/05 | 3          | Regionalliga Süd             | 12.   | 41:59   | 43     |
| 2005/06 | 3          | Regionalliga Süd             | 6.    | 43:33   | 54     |
| 2006/07 | 3          | Regionalliga Süd             | 6.    | 51:46   | 49     |
| 2007/08 | 3          | Regionalliga Süd             | 4.    | 64:45   | 57     |
| 2008/09 | 3          | 3. Liga                      | 19.   | 38:60   | 39     |
| 2009/10 | 4          | Regionalliga Süd             | 1.    | 51:19   | 74     |
| 2010/11 | 3          | 3. Liga                      | 16.   | 40:52   | 41     |
| 2011/12 | 3          | 3. Liga                      | 2.    | 50:42   | 64     |
| 2012/13 | 2          | 2. Bundesliga                | 9.    | 40:39   | 46     |
| 2013/14 | 2          | 2. Bundesliga                | 11.   | 36:39   | 44     |
| 2014/15 | 2          | 2. Bundesliga                | 18.   | 34:46   | 31     |
| 2015/16 | 3          | 3. Liga                      | 15.   | 35:40   | 44     |
| 2016/17 | 3          | 3. Liga                      | 11.   | 52:36   | 48     |
| 2017/18 | 3          | 3. Liga                      | 12.   | 48:57   | 50     |
| 2018/19 | 3          | 3. Liga                      | 20.   | 45:62   | 31     |
| 2019/20 | 4          | Regionalliga Südwest         | 14.   | 27:25   | 26     |
| 2020/21 | 4          | Regionalliga Südwest         | 13.   | 49:60   | 52     |
| 2021/22 | 4          | Regionalliga Südwest         | 12.   | 49:60   | 43     |
| 2022/23 | 4          | Regionalliga Südwest         | 15.   | 38:52   | 32     |
| 2023/24 | 4          | Regionalliga Südwest         | 15.   | 38:58   | 34     |
| 2024/25 | 5          | Oberliga Baden-Württemberg   | 4.    | 61:32   | 60     |

## Mannschaften

### Erste Mannschaft
Die erste Mannschaft des VfR Aalen spielt seit der Saison 2024/25 in der Oberliga Baden-Württemberg. Zuvor gehörte sie von 2012 bis 2015 der 2. Bundesliga und von 2015 bis 2019 der 3. Liga an, aus der sie mit dem 20. und letzten Tabellenplatz im Spieljahr 2018/19 abstieg. In der Folge spielte man bis zum Abstieg 2024 in der Regionalliga Südwest.

### Zweite Mannschaft
Die als U 23 fungierende zweite Mannschaft des VfR Aalen spielte nach dem Aufstieg aus der sechstklassigen Verbandsliga Württemberg in der Saison 2014/15 in der Oberliga Baden-Württemberg und schloss die Saison auf dem 13. Tabellenplatz ab. Aus finanziellen Gründen wurde die zweite Mannschaft zur Saison 2015/16 vom Spielbetrieb abgemeldet und somit aufgelöst.

### Nachwuchsleistungszentrum
Das Nachwuchsleistungszentrum (Eigenbezeichnung: TAAlentschmiede Ostalb) organisiert die acht Jugendmannschaften des VfR Aalen, die die Altersklassen U11 bis U19 umfassen. U19, U17 und U15 spielen in der jeweiligen Altersklasse der EnBW-Oberliga. In der VfR-Fußballschule werden Kindern im Alter zwischen acht und zwölf Jahren Grundkenntnisse im Fußball vermittelt. Außerdem finden regelmäßig Fußballcamps für Kinder und Jugendliche statt. Daneben engagieren sich die Jugendteams in verschiedenen Sozialprojekten u. a. im Naturschutz, der Alten- und Behindertenbetreuung, sowie bei Obdachlosen und Flüchtlingen.

## Vereinsorgane
Durch Beschluss einer Mitgliederversammlung wurden im Jahr 2000 die Vereinsorgane Präsidium, Aufsichtsrat und Ehrenrat eingeführt. Wilhelm Stuzmann wurde 1978 zum Ehrenpräsidenten ernannt. Zurzeit sind die Organe wie folgt besetzt:
Als Präsident des Vereins fungiert Michael Schäfer. Weitere Präsidiumsmitglieder sind Martin Steidle (im Präsidium zuständig für Jugendfußball), Mehmet Deli (Finanzen und Sponsoring) sowie Marc Elser (Sport).
Mitglieder des Aufsichtsrats sind Cemal Isin als dessen Vorsitzender, sowie Roland Vogt, Klaus Opferkuch, Tizian Heusel, Elias Chisari, Valton Buduri, Harald Zettl, Sridevan Sriskandarajah und Markus Schramek.
Dem Vereinsorgan Ehrenrat gehören Rudolf Kaufmann, Ansgar Kaufmann, Peter Peschel, Wolfgang Stöcker und Alfons Wasserrab an.

### Bekannte ehemalige Vorsitzende und Präsidenten
- Berndt-Ulrich Scholz (2003–2016)

## Bekannte ehemalige Spieler
| - Festus Agu - Christian Alder - Pascal Bader - Michael Bochtler - Martin Braun - Marcel Busch - Bjørn Clasen | - Ünal Demirkıran - Helmut Dietterle - Andrzej Fischer - Erwin Hadewicz - Dennis Hillebrand - Dieter Hoeneß - Benjamin Hübner - Stefan Kohn | - Michael Kuhn - Tobias Linse - Bernd Maier - Andreas Mayer - Malte Metzelder - Patrick Neumann - Emil Noll | - Branko Okić - Slobodan Pajic - Timo Reus - Neno Rogošić - Petr Ruman - Erol Sabanov - Jörn Schmiedel | - Uwe Schneider - Markus Schwabel - Moses Sichone - Aytaç Sulu - Robert Wulnikowski - Benjamin Wingerter - Rudolf Zedi - Joachim Zeller - Nico Schlotterbeck |

## Bekannte ehemalige Trainer
| - Hans Arnold - Werner Bickelhaupt - Friedhelm Bruns - Helmut Dietterle - Willi Entenmann - Erwin Hadewicz | - Ralph Hasenhüttl - Klaus-Peter Jendrosch - Jürgen Kohler - Walter Modick - Slobodan Pajic - Stefan Ruthenbeck | - Petrik Sander - Rainer Scharinger - Franz Seybold - Edgar Schmitt - Roland Seitz - Josef „Pepi“ Strauß | - Fritz Teufel - Peter Vollmann - Frank Wormuth - Peter Zeidler - Joachim Zeller |

## Stadion

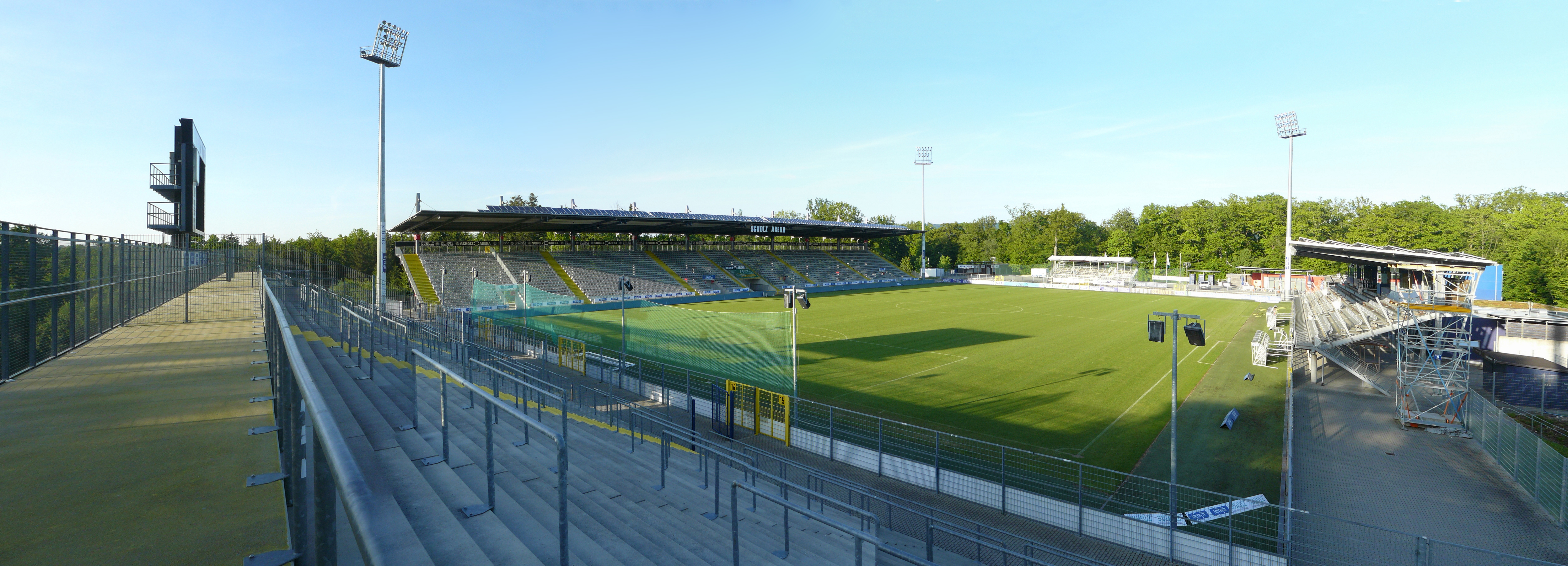
Blick von der Westtribüne (Block E) auf Spielfeld und Tribünen

Als Heimspielstätte dient seit 1949 die heutige Centus Arena in Aalen. Das ursprünglich dem Verein gehörende Rohrwang-Stadion wurde 1988 aus finanziellen Gründen an die Stadt Aalen verkauft und in Städtisches Waldstadion umbenannt. Nach dem Verkauf der Namensrechte an die heutige Scholz Holding trug die Spielstätte ab 2008 den Namen Scholz Arena. Nach der fristlosen Kündigung der Namensrechte durch die Scholz Holding wurde das Stadion zum 14. Juli 2017 in Ostalb Arena umbenannt. 2023 erwarb die Firma Centus die Sponsorenrechte. Mit dem Aufbau einer mobilen Stehplatztribüne 2015 verfügt das Stadion über 14.500 Plätze.

## Fanszene und Zuschauer
Die Fanszene organisiert sich im Fanclub-Dachverband Fanoffensive Rohrwang, in dem sowohl die offiziellen Fanclubs, als auch Einzelpersonen Mitglied sind. Der Fanbeauftragte, der Vorstand der Fanoffensive Rohrwang, sowie Vertreter der Fanclubs bilden den Fanbeirat, der dem Vorstand des VfR Aalen beratend zur Seite steht und die Interessen der Fans gegen den Verein vertritt.
Die aktive Fanszene besteht aus der Crew Eleven (Ultras), der Schwarzen Elite (ultraorientiert) und aktiven unorganisierten Fans. Ihr Standort ist Block V auf der Hintertortribüne Ost. Eine Fanfreundschaft der gesamten Fanszene besteht zum SV Sandhausen, Teile der Fanszene pflegen freundschaftliche Kontakte zum SC Paderborn, zum SSV Ulm, sowie zu den Ultras des Eislaufverein Landshut (Eishockey). Die größte Rivalität besteht zum Lokalrivalen 1. FC Heidenheim, weitere Rivalitäten zu den Stuttgarter Kickers und dem SSV Reutlingen. Gegenüber dem FC Ingolstadt und dem SSV Jahn Regensburg herrschen Antipathien aufgrund deren Fanfreundschaft zu Heidenheim und den Stuttgarter Kickers.
Beim sogenannten Ostalbderby am 17. Mai 2015 gegen den Lokalrivalen war die Scholz-Arena erstmals bei einem eigenen Fußballspiel ausverkauft und der Besucherrekord von 14.500 Zuschauern wurde eingestellt. Während der Teilnahme an der 2. Fußball-Bundesliga zwischen 2012 und 2015 besuchten insgesamt 381.658 Zuschauer die Spiele des VfR Aalen, dies entspricht einer durchschnittlichen Zuschauerzahl von 7483 Zuschauern je Spiel und einer durchschnittlichen Auslastung von 54,83 %. Für die Saison 2015/16 wurden bis zum Saisonstart 3.300 Dauerkarten, somit etwa 200 mehr als in der vergangenen Saison, verkauft.
Stadionsprecher ist seit der Saison 2019/20 das Aalener Original und Musiker Michael „Flex“ Flechsler, Mitglied der schwäbischen Mundart-Band Herrn Stumpfes Zieh & Zupf Kapelle, der bereits in der Vorsaison interimsweise diese Funktion übernommen hatte.

## Sponsoren und Ausrüster
Seit Imtech zum Ende der Saison 2012/13 als Hauptsponsor ausstieg, war der Reinigungsmittelvertreiber Prowin International ab 2013/14 Hauptsponsor des VfR Aalen, wobei Prowin am 16. Dezember 2015 den Ausstieg als Hauptsponsor zum Saisonende bekanntgab. Seit der Saison 2024/25 ist die CENTUS AG der Hauptsponsor des VfR Aalen. Die Namensrechte an der Ostalb Arena hält eben diese Firma seit der Saison 2023/24. Ausrüster ist ab der Saison 2021/21 cappeli. Insgesamt verfügt der VfR Aalen derzeit über etwa 150 Sponsoren.

## Weitere Abteilungen
Bereits 1921 existierte im Verein neben der Fußball- auch eine Leichtathletikabteilung. Im Jahr 1927 schlossen sich eine Handball- und eine Schneeschuhabteilung an. 1946 gründete man eine Tischtennisabteilung, in der auch Mitglieder der Fußballmannschaft mitwirkten. 1950 trat der Boxclub Aalen dem VfR Aalen als Boxabteilung bei. Bis 1962 entstand außerdem eine Schwimm- und eine Frauenturnabteilung. Nach Aufhebung des Frauenfußballverbots im Oktober 1970 durch den DFB wurde 1971 beim VfR auch eine Frauenfußballmannschaft gegründet.
Im Jubiläumsjahr 1981 existierten im Verein außerdem noch eine Kinderturnen-, eine Kegel-, eine Volleyball-, eine Freizeitsport- sowie eine Schiedsrichterabteilung. Bis 1996 kam auch eine Badmintonabteilung hinzu.
Heute existieren im Verein neben der Fußballabteilung, bestehend aus der ersten und den Juniorenmannschaften, eine Tischtennis-, eine Cheerleader-, eine Alte-Herren-Turnen- und eine Seniorenabteilung.